# 흑객
《흑객》(Black Swordman)은 한국에서 제작된 장철 감독의 1972년 영화이다. 강대위 등이 주연으로 출연하였고 신상옥 등이 제작에 참여하였다.

## 출연

### 주연
- 강대위
- 적룡